# 구스타브 1세 바사
구스타브 1세 바사(스웨덴어: Gustav I Vasa, 1496년 5월 12일 ~ 1560년 9월 29일) 또는 구스타브 1세 에릭손 바사(스웨덴어: Gustav I Eriksson Vasa)는 스웨덴의 국왕 (재위: 1523년 6월 6일 ~ 1560년 9월 29일)이자 바사 왕조의 시조이다. 스톡홀름에서 고귀한 스웨덴 가족에게 태어나 자신의 풍족한 배경 때문에 구스타브는 어린이로서 최고의 교육을 받았다. 그는 군사 문제, 정치와 언어에서 정통하였다. 그는 크리스티안 2세의 대관식에 이어 1520년에 일어난 무서운 스톡홀름 피바다 사건을 따라 명성을 얻었다. 구스타브는 왕족에 대항하여 반란군들을 지도하였다. 1523년 6월 반란군들이 이겨 구스타브는 스웨덴의 국왕으로서 왕좌를 차지하였다. 구스타브 1세는 과감한 결정을 내리는 것으로 알려진 정력적인 지도자였다. 그는 많은 반란을 무자비하게 진압했다. 그는 또한 어떤 세금 개혁들을 소개하였고 그것은 스웨덴이 종교 개혁의 시기로 착수했던 그의 통치 아래 있었다. 그는 또한 위대한 선전가로 알려졌고 대부분 용기와 모험의 잘못된 이야기들에 기반을 둔 대중들 중에 긍정적인 이미지를 가졌다. 그는 또한 로마 가톨릭교회에 응답으로 스웨덴의 루터교의 기초를 놓았다. 그는 선택 군주제를 폐지하였고 세습 군주제를 설립하였다. 통치자로서 자신의 결점과 폭군의 이미지에 불구하고 그는 스웨덴에서 "국가의 아버지"로 기억된다.

## 어린 시절
스톡홀름에서 에리크 요한손 바사와 세실리아 몬스도테르 에카에게 태어났다. 그의 정확한 출생지에 관하여 분쟁이 있었으나 그는 자신의 부친의 영주의 집으로 알려진 리드보홀름 성에서 태어난 것으로 가장 가능성이 있었다. 구스타브는 자신의 조부 구스타브 아눈드손의 이름을 땄다.
그의 부친은 3명의 스웨덴 국왕들을 규정한 스투레가와 가까운 연결들과 함께 고귀한 가족으로부터 내려왔다. 그 후에 에리크는 대중 지도자였고 보트니아만에 위치한 섬들의 총독으로 일하였다.
스웨덴은 14세기 후반 이래 덴마크와 노르웨이와 더불어 칼마르 동맹의 일부였다. 동맹에서의 덴마크우위는 때때로 스웨덴을 독립 국가로 만들고자 하는 봉기를 일으켰다. 그런 하나의 반란이 구스타브가 아직 아이였을 때 터졌다.

## 반란의 지도자

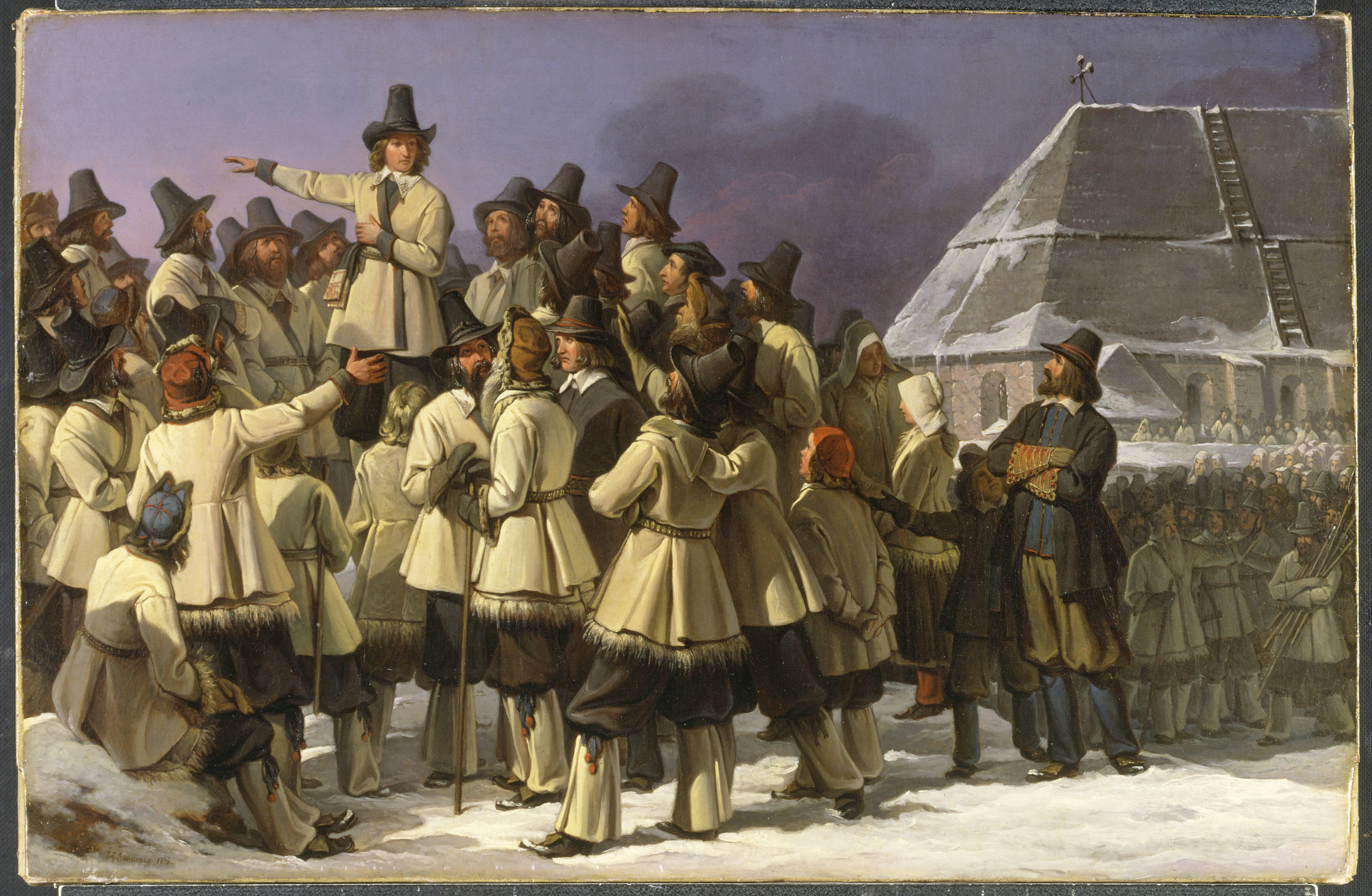
모라에서 달라르나 출신 남성들에게 연설하는 구스타브

덴마크의 국왕 크리스티안 2세가 스웨덴을 다스렸을 때 봉기는 더욱 강해졌다. 1520년 크리스티안 2세는 협상들을 위하여 반란의 지도자들을 초청하였다. 하지만 그들은 피곤했고 이단으로 처형되었다. 사망자 중의 하나는 구스타브의 부친 에리크였다. 스톡홀름 피바다로 알려진 사건은 반역자들의 한계점을 철자했다.
반란은 1520년 약해졌으나 구스타브는 그것을 추진하기로 결정하여 대담하고 두려움이 없는 지도자의 자질을 나타냈다. 거기에는 아직도 꽤 인기있는 이 시기로부터 그의 용맹에 관한 많은 이야기들이 있다.
그는 크리스티안 2세에게 결정타를 날리는 데 후원이 필요했고 그는 그렇게 하는 데 재정과 사람이 필요했다. 그는 스웨덴을 해방시키는 데 자신의 반란에 가입하는 데 달라르나와 뤼베크에서 온 사람들을 설득했다. 크리스티안의 공격적인 정책들은 스웨덴의 부유한 국민들에게 상당한 영향을 미쳤고 그들은 원인에 도움을 제공하는 데 기꺼이 했다. 뤼베크는 재정을 제공한 독일의 도시였다.
이 도움과 함께 구스타브는 400명의 남성으로 이루어진 강한 군대를 함께 데려올 수 있었다. 구스타브는 브룬베크의 나룻배에서 중요한 전투를 이겼다. 그의 군대는 또한 구리와 은의 광산들로 알려진 베스테로스의 도시를 약탈할 수 있었다. 그러므로 구스타브는 더욱 강해졌다. 그가 이기는 것을 본 후, 더욱 많은 지지자들은 그의 군대에 가입하는 데 몰려 들었다. 더욱 많은 반란들이 전국에 일어났고 구스타브는 1520년 8월 스웨덴의 섭정으로 임명되었다.
섭정으로서 구스타브의 임명의 소식이 퍼지면서 전에 크리스티안 2세에게 충성적이었던 많은 스웨덴의 귀족들이 편을 바꾸었다. 크리스티안 2세에게 충성으로 남아있던 많은이들은 살해되거나 강제로 달아났다. 그 후에 구스타브의 지지자로 지내온 전체의 일원들과 함께 새로운 스웨덴의 추밀원이 설립되었다. 많은 작은 성들과 요새화된 도시들은 구스타브의 반란군들에 의하여 점령되었다.
하지만 스톡홀름의 것처럼 더욱 강한 요새들은 아직도 덴마크의 통치 아래 있었다. 크리스티안 2세는 자신의 시간이 거의 끝났다는 것을 알았다. 1523년 결정타가 날려져 덴마크의 통치는 무너져 스웨덴을 독립 국가로 만들었다. 크리스티안 2세도 덴마크에서 폐위되었고, 프레데리크 1세가 덴마크의 국왕으로 올랐다.

## 스웨덴의 국왕

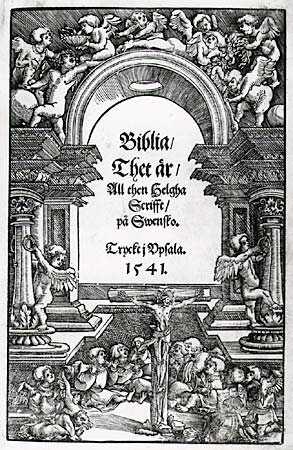
구스타브 바사 성경으로 알려진 성경의 첫 완성 스웨덴어 번역의 제1면

1523년 6월 6일 구스타브는 스웨덴의 국왕으로서 자신의 군림을 시작하였다. 하지만 프레데리크 1세와 구스타브 1세는 둘다 크리스티안 2세가 제기한 위협을 알고 있었다. 그는 모욕을 마음으로 받아들이고 또한 스웨덴의 이익을 위험에 빠뜨릴 자신의 반란을 계획할 수 있었다. 그 후에 크리스티안과 구스타브는 손을 잡았다.
하지만 이전의 적과의 연합은 스웨덴의 귀족들에게 받아들일 수 없었다. 그들은 이전의 적을 믿는 것에 구스타브에게 비판적이었다.
구스타브 1세의 군림의 시초적 몇년의 세월을 괴롭힌 많은 다른 사회와 종교적 문제들이 있었다. 구스타브가 강력한 통치자였으며 반란이 일어난 동안 그가 나타나면서 국민의 지도자 만큼은 아니었다고 생각한 어떤 강력한 남성들이 있었다.
이러한 걱정거리들은 정당했다. 자신의 군림 동안 그는 복수심에 불타는 잔인하고 수상한 국왕으로서 나타났다. 상황은 통제 불능이 되었고 국민들은 그를 폭군으로 부르기 시작하였다.
구스타브 1세는 자신의 반란을 원조하는 데 독일의 도시 뤼베크의 부유한 사람들로부터 큰 대출을 받았다. 왕실의 재정도 크게 고갈되었다. 그 후에 구스타브 1세는 빚을 내고 왕실의 재정을 채우는 데 스웨덴의 인구에 무거운 세금을 부과했다.
1527년 스웨덴은 로마 가톨릭교회의 부를 활용하려는 의도와 함께 구스타브 1세에 의하여 시작된 종교 개혁의 시대를 밟았다. 교회의 재산들은 이제 그의 것이었다. 구스타브 1세는 자신 소유의 거대한 종교적 혹은 이론적 믿음들이 없었으나 그는 자신에 도전할 수 있던 스웨덴에서 다른 모든 통치 권한을 축소하기를 원했다. 그러므로 본격적인 정치적 운동에 스웨덴의 루터교회가 설립되었다.
그의 개신교 소개는 전국적으로 널리 미움을 받았다. 이 일은 또한 구스타브 1세의 군림의 첫 10년의 세월 안에 3개의 달라르나 반란들의 부상을 보았다. 구스타브 1세는 자신에 대항하는 반란들을 무자비하게 진압하였다. 그는 거의 전체의 반란 지도자들을 처형하였고, 이 일과 함께 폭군으로서 그의 평판은 강화되었다.
지속적으로 스웨덴을 다스리는 데 자신의 후계자들을 보장하는 데 그는 1544년 선택 군주제를 폐지하였다. 대신 그는 세습 군주제를 소개하였다. 이 일은 구스타브 이후의 하나의 세기보다 더욱 많이 구스타브의 혈통으로부터 바사가의 통치자들에 의하여 스웨덴이 다스려지는 것으로 이끌었다.

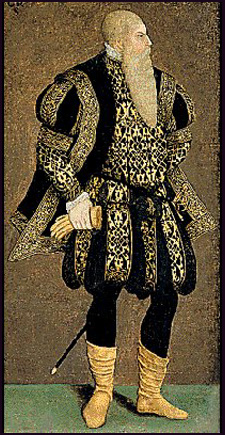
말년의 구스타브 1세 바사

지도자로서 그의 결점에 불구하고 구스타브 1세는 성취들이 조국을 해방시키고 주권 국가로서 설립한 남자로서 환영을 받았다. 그는 가끔 자신을 모세와 비교하였다.
그는 음악의 애호가였다. 결국적으로 "스웨덴 왕립 오페라"로 알려진 것을 그가 창립한 것으로 믿어졌다.

## 왕비와 자녀

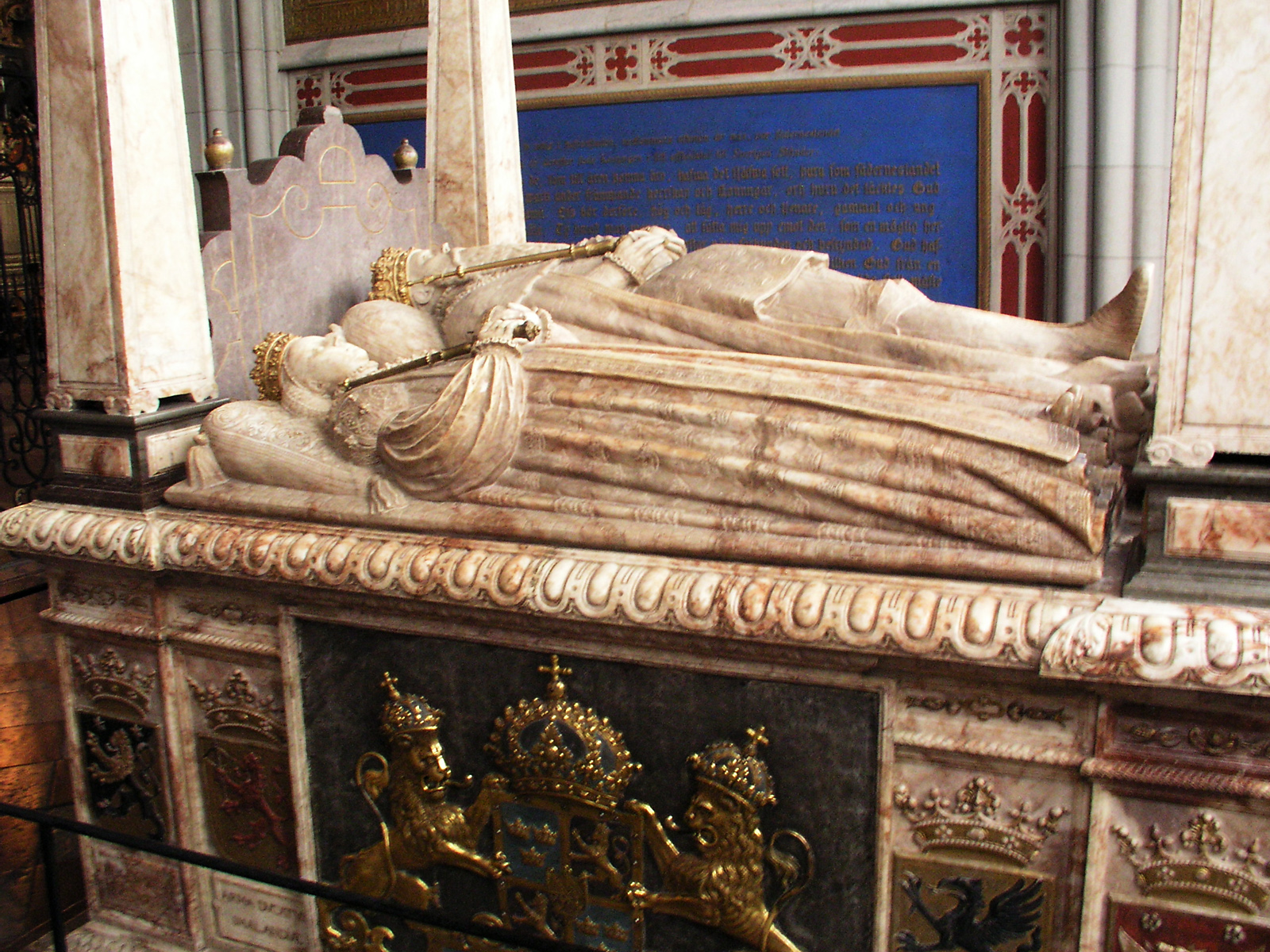
웁살라 대성당에 있는 구스타브 1세 에릭손 바사의 석관

- 제1비 작센라우엔부르크의 카타리나
  - 에리크 14세
- 제2비 마르가레타 레이온후부드
  - 요한 3세
  - 카타리나
  - 세실리아
  - 망누스 (외스테르예틀란드 공작)
  - 안나 마리아
  - 소피아
  - 엘리사베트
  - 칼 9세
- 제3비 카타리나 스텐보크(소생 없음)

## 사망
1550년대 후반을 향하여 그의 건강은 악화되었다. 그는 자신의 다리와 턱에 심각한 감염으로 고통 받고 있었다. 그는 1560년 9월 29일 사망하였다. 사망 당시 그는 64세였다.
자신의 잔인한 조치에 불구하고 그는 자신 이전의 다른 국왕과 달리 스웨덴을 통합하면서 스웨덴에서 "국가의 아버지"로서 환영을 받았다. 그는 또한 다음 세기에 스웨덴이 유럽의 초강대국이 되었던 엄청난 역할에 "스웨덴 왕립 육군"의 형성과 함께 신용되었다.

## 같이 보기
- 바사 (핀란드)